# The Carlyle Group
The Carlyle Group — американська транснаціональна корпорація, що спеціалізується на приватних інвестиціях, управлінні альтернативними активами і фінансових послугах. У 2015 році, згідно з індексом PEI 300, Carlyle була найбільшою у світі компанією приватного інвестування за об'ємом капіталу, притягненого за попередні п'ять років, проте до 2021 року вона опустилася на четверте місце.
Заснована в 1987 році у Вашингтоні, округ Колумбія, Уільямом Э. Конвеем-молодшим, Дэниелом А. Д'Аниелло і Дэвидом Рубинштейном, сьогодні компанія налічує більше 1575 співробітників в 31 офісі. 3 травня 2012 року компанія Carlyle провела первинне публічне розміщення акцій на суму $700 млн і почала торги на фондовій біржі NASDAQ.
Корпоративний бізнес Carlyle по прямих інвестиціях був одним з найвагоміших інвесторів в угодах по викупу з використанням позикових коштів впродовж десятиріччя 2004—2014 роки (чи, можливо, 2000—2010 років). Carlyle інвестував в Accolade Wines, Booz Allen Hamilton, PA Consulting, Dex Media, Dunkin' Brands, Supreme, Freescale Semiconductor, Getty Images, HCR ManorCare, Hertz, Kinder Morgan, Nielsen, United Defense, 1E та інші компанії.

## Історія

### Заснування і рання історія
Компанія Carlyle була заснована в 1987 році як інвестиційно-банківський бутик п'ятьма партнерами з досвідом роботи у фінансовій і державній сферах: Уильямом Е. Конвеем-молодшим, Стівеном Л. Норрисом, Дэвидом М. Рубенштейном, Дэниелом А. Д'Аниелло і Грегом Розенбаумом. Партнери-засновники назвали фірму на честь готелю Carlyle в Нью-Йорку, де Норрис і Рубенштейн планували новий інвестиційний бізнес. Рубенштейн, юрист з Вашингтону, працював в адміністрації Картера. Норрис і Д'Анейло разом працювали в корпорації Marriott; Конвей був фінансовим директором в MCI Communications.Розенбаум пішов в перший рік, а Норрис — в 1995 році. Рубенштейн, Конвей і Д'Анейло продовжують брати активну участь у бізнесі. Компанія Carlyle була заснована при фінансовій підтримці у розмірі $5 млн від T. Rowe Price, Alex.Brown & Sons, First Interstate Equities і сім'ї Річарда Кинга Меллона.
У кінці 1980-х років Carlyle притягала капітал від угоди до угоди для здійснення інвестування в акції викупу із залученням позикових коштів, включаючи невдалу боротьбу за поглинання компанії Chi-Chi's. У 1990 році фірма створила свій перший спеціалізований фонд викупу з об'ємом інвестицій в $100 млн. У перші роки свого існування Carlyle також консультувала угоди, у тому числі в 1991 році інвестиції в Citigroup на суму $500 млн, зроблені принцом Аль-Валідом ібн Талалом, членом королівської сім'ї Саудівської Аравії.
Carlyle придбала репутацію компанії, що поглинає підприємства, пов'язані з оборонною промисловістю. У 1992 році Carlyle завершила придбання електронного підрозділу корпорації General Dynamics, перейменованого в GDE Systems, виробника військових електронних систем. У жовтні 1994 року Carlyle продасть цей бізнес компанії Tracor. У 1993 році Carlyle придбала у Philips Electronics компанію Magnavox Electronic Systems, сегмент військових систем зв'язку і електронних бойових систем Magnavox. У 1995 році Carlyle продала Magnavox за $370 млн компанії Hughes Aircraft Company. Carlyle також інвестував в Vought Aircraft через партнерство з Northrop Grumman.Найбільш помітні інвестиції Carlyle в оборонну промисловість були зроблені в жовтні 1997 року з придбанням компанії United Defense Industries. Придбання United Defense за $850 млн стало найбільшою інвестицією Carlyle на той момент. Carlyle провела IPO United Defense на Нью-йоркській фондовій біржі в грудні 2001 року, а потім продала залишок акцій в квітні 2004 року. Останніми роками Carlyle менше інвестувала в оборонну промисловість.
Конференція інвесторів Carlyle 2001 відбулася 11 вересня 2001 року. Впродовж декількох тижнів після цієї зустрічі повідомлялося, що Шафик бен Ладен, член сім'ї Бен Ладен, був «почесним гостем», і що сім'я є інвесторами фондів під управлінням Carlyle. Пізніші звіти підтвердили, що сім'я бен Ладен в 1995 році інвестувала 2 мільйони доларів до фонду Carlyle Partners II об'ємом 1,3 мільярда доларів, що робить сім'ю відносно невеликими інвесторами фірми. Проте їх загальні інвестиції могли бути значно більше, а 2 мільйони доларів, вкладені в 1995 році, були лише первинним внеском, який з часом збільшувався. Ці зв'язки пізніше будуть описані у фільмі Майкла Мура «Фаренгейт 9/11». Сім'я бен Ладена ліквідовувала свою долю у фондах Carlyle в жовтні 2001 року, відразу після терактів 11 вересня, коли зв'язок їх прізвища з ім'ям Carlyle Group став недоречним.

### 2002—2006
Після краху «Бульбашка доткомів» в 2000 і 2001 роках об'єми операцій по викупу знизилися. Але після двохетапного процесу придбання Dex Media у кінці 2002 і 2003 роках великі багатомільярдні поглинання в США знову змогли отримати високодоходне боргове фінансування, і сталі можливі більші угоди. Carlyle спільно з Welsh, Carson, Anderson & Stowe очолили угоду по викупу QwestDex за $7,5 млрд., що стало третім за величиною корпоративним викупом з 1989 року. Викуп QwestDex проходив в два етапи: придбання активів, відомих як Dex Media East, за $2,75 млрд в листопаді 2002 року і придбання активів, відомих як Dex Media West, за $4,30 млрд в 2003 році. Корпорація R. H. Donnelley придбала Dex Media в 2006 році. Незабаром після Dex Media були завершені інші великі угоди з придбання активів, що свідчило про відродження приватного капіталу.
Лу Герстнер, колишній голова ради директорів і генеральний директор IBM і Nabisco, змінив Френка Карлуччі на посту голови ради директорів Carlyle в січні 2003 року. Герстнер пропрацював на цій посаді до жовтня 2008 року. Наймання Герстнера було покликане зменшити сприйняття Carlyle як фірми з політичним уклоном. У той час компанія Carlyle, заснована 15 років тому, накопила $13,9 млрд активів під управлінням і забезпечила інвесторам доходність в 36 % рік.
Carlyle також оголосила про придбання компанії Hawaiian Telcom у Verizon за $1,6 млрд в травні 2004 року. Інвестиції Carlyle були негайно поставлені під сумнів, коли регулюючі органи штату Гаваї відклали закриття угоди. Компанія також зіткнулася з проблемами при виставлянні рахунків і обслуговуванні клієнтів, оскільки їй довелося заново створювати свої офісні системи. Зрештою в грудні 2008 року Hawaiian Telcom подала заяву про банкрутство, що коштувало Carlyle $425 млн вкладених в компанію.
Оскільки в середині 2000-х років активність великих приватних інвестиційних компаній зросла, Carlyle не відставала від таких конкурентів, як Kohlberg Kravis Roberts, Blackstone Group і TPG Capital. У 2005 році Carlyle разом з Clayton Dubilier & Rice і Merrill Lynch завершила угоду з придбання за рахунок позикових коштів The Hertz Corporation за $15 млрд, найбільшого агентства по прокату автомобілів компанії Ford.
Наступного року, в серпні 2006 року, Carlyle і її філія Riverstone Holdings в партнерстві з Goldman Sachs Capital Partners придбали Kinder Morgan, одного з видатних операторів трубопроводів в США, за $27,5 млрд. (включаючи прийнятий борг). Купівлю підтримав Річард Киндер, співзасновник компанії і колишній президент Enron.
У вересні 2006 року компанія Carlyle очолила консорціум у складі Blackstone Group, Permira і TPG Capital в угоді по поглинанню Freescale Semiconductor за $17, 6 млрд. На момент оголошення про поглинання, Freescale стала найбільшим поглинанням технологічної компанії із залученням позикових коштів, перевершивши поглинання SunGard в 2005 році. Покупці були вимушені заплатити додаткові $800 млн, оскільки KKR зробив пропозицію в останню хвилину, коли первинна угода вже була підписана. Незабаром після закриття угоди у кінці 2006 року продажу стільникових телефонів в Motorola Corp., колишньої материнської компанії Freescale і великого клієнта, почали різко падати. Крім того, під час рецесії 2008—2009 років продажу мікросхем Freescale автовиробникам впали, і компанія опинилася в скрутному фінансовому становищі.
Раніше, в січні 2006 року, Carlyle спільно з Blackstone Group, AlpInvest Partners, Hellman & Friedman, Kohlberg Kravis Roberts і Thomas H. Lee Partners придбали Nielsen Company, глобальну інформаційну і медійну компанію, раніше відому як VNU, за $8,9 млрд. Також в 2006 році Carlyle придбала Oriental Trading Company, яка у результаті оголосила про банкрутство в серпні 2010 року, а також Forba Dental Management, власника Small Smiles Dental Centers, найбільшу в США мережу стоматологічних клінік для дітей.